# Lưu Diên Hựu
Lưu Diên Hựu (chữ Hán: 劉延祐, ? – 687) là nhân vật chính trị thời Đường, quê huyện Bành Thành, Từ Châu. 

## Tiểu sử
Lưu Diên Hựu là con của người em trai Lưu Dận Chi, từ nhỏ ông đã có chí học tập, cùng Tôn Vạn Thọ, Lý Bách Dược rất thân thiết với nhau. Những năm Vũ Đức, Bác của ông được Đỗ Yêm tiến cử làm Tín Đô lệnh, thi hành chính sự rất có ân uy với dân. Đầu những năm Vĩnh Huy, khi đang làm Trước tác lang, Hoằng Văn quán học sĩ, ông có cùng nhóm Lệnh Hồ Đức Phân, Dương Nhân Khanh biên soạn Quốc sử và Thực lục, nhờ công lao này mà được phong Dương Thành huyện nam. Sau làm Thứ sử Sở Châu cho đến cuối đời.   
Diên Hựu được lấy đậu tiến sĩ, được triều đình bổ nhiệm làm Vị Nam úy, rất có tài làm quan, chính trị đứng đầu. Lý Tích than rằng: "Túc hạ tuổi tác còn trẻ đã có tiếng tốt, nên ghìm bớt lại một chút, chớ để vượt hơn mọi người". Diên Hựu kính cẩn nghe theo. Sau làm Hữu ty lang trung, Kiểm hiệu ty tân thiếu khanh, phong Tiết huyện nam.
Cháu của Lý Tích là Từ Kính Nghiệp khởi binh chống lại việc Võ hậu lâm triều thất bại, triều đình bèn ban chiếu cho Diên Hựu cầm phù tiết đến quân. Khi ấy quan lại trong triều nghị luận rằng những quan ngũ phẩm của Kính Nghiệp đặt ra nên xử tội chết còn lục phẩm thì phải lưu đày. Diên Hựu cho là họ bị vu cáo hoặc ép phải theo giặc thì nên lấy tình mà xét, chủ trương kẻ nhận quan ngũ phẩm thì lưu đày còn lục phẩm trở xuống thì xóa tên nhờ vậy mà cứu được rất nhiều người. Triều đình luận công ban thưởng bèn thăng làm Thứ sử Cơ Châu rồi sau chuyển làm An Nam Đô hộ.  
Năm Thùy Củng thứ ba (687), các hộ người Lái vùng Lĩnh Nam xưa nay chỉ nộp một nửa thuế hàng năm, Lưu Diên Hựu liền bắt phải nộp đủ, khiến người Lái vùng Lĩnh Nam oán hận bèn mưu đồ chống đối. Ông cho giết thủ lĩnh của họ là Lý Tự Tiên nhưng bộ hạ của Lý Tự Tiên là Đinh Kiến và Lý Tư Thận lại dấy loạn, tụ tập lực lượng bao vây phủ An Nam. Trong thành quân ít, không thể chống đỡ nổi, chỉ biết cố thủ đợi cứu viện. Có hào tộc ở Quảng Châu là Phùng Tử Du muốn lập công to bèn án binh bất động không chịu tới cứu giúp khiến Diên Hựu bị quân của Đinh Kiến giết chết. Tư mã Quế Châu Tào Huyền Tĩnh tiến quân vây đánh, phá tan quân người Lái, bắt sống Đinh Kiến rồi đem chém đầu. 